# Ectatosia maculosa
Ectatosia maculosa är en skalbaggsart som beskrevs av Fisher 1935. Ectatosia maculosa ingår i släktet Ectatosia och familjen långhorningar. Inga underarter finns listade i Catalogue of Life.